# Теритаун (Небраска)
Теритаун (енгл. Terrytown) град је у америчкој савезној држави Небраска.

## Демографија
По попису из 2010. године број становника је 1.198, што је 552 (85,4%) становника више него 2000. године.
| Група             | 2000.       | 2010.       |
| Белци             | 327 (50,6%) | 614 (51,3%) |
| Афроамериканци    | 0 (0,0%)    | 5 (0,4%)    |
| Азијати           | 0 (0,0%)    | 11 (0,9%)   |
| Хиспаноамериканци | 285 (44,1%) | 505 (42,2%) |
| Укупно            | 646         | 1.198       |